# Шаров, Андрей Владимирович
Шаров Андрей Владимирович (род. 1 ноября 1971 года, Ивановская область, город Южа) — политический и общественный деятель. В мае 2012 года был назначен председателем правительства Московской области; с февраля 2014 года — вице-президент по малому бизнесу ПАО «Сбербанк России»; с 2016 года — член совета директоров АО «Корпорация МСП».

## Биография
Родился 1 ноября 1971 года в городе Южа Ивановской области.
В 1994 году окончил Красноярский государственный университет, работал в юридическом отделе  администрации города Красноярска. В 1995 году получил должность в министерстве юстиции Российской Федерации, в 1996 году перешёл на работу в Администрацию Президента Российской Федерации.
В 1997 году окончил Российскую академию государственной службы. С 2002 года работал Минэкономразвития России, сначала в должности должность начальника управления государственной службы, с 2004 года — директора департамента государственного регулирования в экономике, с 2009 года —  директором департамента развития малого и среднего предпринимательства.
В феврале 2009 года Андрей Шаров был включен в первую сотню резерва управленческих кадров, находящихся под патронажем президента Российской Федерации.
7 декабря 2010 года назначен директором департамента государственного управления, регионального развития и местного самоуправления правительства Российской Федерации.
В мае 2012 года стал председателем правительства Московской области.
В феврале 2014 года получил должность вице-президента по малому бизнесу ОАО «Сбербанк России», с 2017 года — руководитель Дирекции GR ПАО Сбербанк.
В 2016 году вошёл в совет директоров  АО «Корпорация МСП».
Является кандидатом юридических наук.

## Достижения и заслуги
- 2007 — Медаль ордена «За заслуги перед Отечеством» I степени.